# Fiat L6/40
De Fiat L6/40 was een Italiaanse tank die dienst heeft gedaan tijdens de Tweede Wereldoorlog. De volledige naam was Carro Armato L6/40, waarbij de L staat voor (it)  Leggero (licht), 6 het gewicht in tonnen en 40 het jaar van introductie (1940).

## Geschiedenis
De L6/40 was een verdere ontwikkeling van de Britse Carden Loyd tankette uit de jaren 30 van de twintigste eeuw. De tank was een gezamenlijk project van Fiat en dochteronderneming SPA, en Ansaldo. De laatste verzorgde het ontwerp van de bepantsering en bewapening. De tank werd ontwikkeld voor de export. Het prototype werd in 1936 afgeleverd. Het Italiaanse leger raakte ook geïnteresseerd en bestelde 283 exemplaren welke in 1941 en 1942 werden geleverd.

## Beschrijving
Het was een lichte tank, het pantser was met klinknagels bevestigd. De toren was klein en bood plaats aan een persoon, een 20mm-Breda kanon type 20/65 model 35 en een coaxiale 8mm-Breda model 38 machinegeweer. De toren kon 360 graden ronddraaien. Er was ruimte in de tank om 296 granaten en 1.560 mitrailleurpatronen mee te nemen. De bestuurder zat voorin, recht in het midden van het voertuig. Het pantser was tussen de 6 mm en 30 mm dik, wat ook bij geallieerde lichte tanks van die tijd gebruikelijk was. De viercilinder benzinemotor had een cilinderinhoud van 4.053 cc. De versnellingsbak telde vier versnellingen voor- en een achteruit. Een extra reductiebak maakte het mogelijk de versnellingen in hoge- en lage gearing te gebruiken.

## Versies
Naast de standaard tank zijn er nog versies ontwikkeld als vlammenwerper en als commandovoertuig. Bij de L6 Lf (Lf is Italiaans Lancia fiamme of vlammenwerper) was het kanon verwijderd en vervangen door een vlammenwerper en een extra brandstoftank met een inhoud van 200 liter. Als commandovoertuig kreeg het een open toren en extra communicatiemiddelen; deze versie werd ook wel Centro Radio genoemd. Het kanon was vervangen door een nep exemplaar om daarmee ruimte te maken voor de radio.
De toren van de L6/40 werd ook nog toegepast op de Autoblinda AB41, een pantserwagen.

### Semovente 47/32

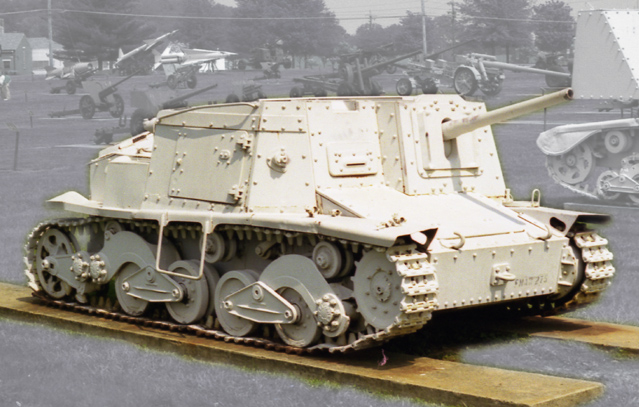
Semovente 47/32

Het onderstel van de tank is ook gebruikt als basis voor de gemechaniseerde artillerie, of (it)  semovente. De semovente L40 47/32 had een 47mm-kanon en telde drie bemanningsleden. Dit voertuig had een gewicht van 6,7 ton en werd vanaf 1941 in dienst opgenomen. Van dit voertuig zijn 300 exemplaren gemaakt. Sommige van deze werden uitgerust als commandovoertuig; het kanon werd hierbij vervangen door een 8mm-machinegeweer.

## Gebruik
Het voertuig is op vele fronten ingezet, al was het eigenlijk een verouderd type reeds bij de aanvang van de oorlog. De tank was ingedeeld bij verkennings- en tankeenheden. Door een gebrek aan middelzware tanks werd de L6/40 ook ingezet waarvoor deze niet geschikt was. Het werd ingezet bij de strijd in Italië, de Sovjet-Unie en in Noord-Afrika.
Na de Italiaanse overgave in 1943 heeft het Duitse leger nog 106 exemplaren overgenomen en ingezet. De tank kreeg de type aanduiding Panzerkampfwagen L6 733(i). In oktober 1943 gaf het Duitse leger nog een opdracht voor 15 exemplaren, welke in 1944 werden afgeleverd. Een klein aantal werd overgedragen aan Kroatië.